# Sabrina, vrăjitoarea adolescentă (serie)
Sabrina the Teenage Witch este un serial de televiziune sitcom american creat de Nell Scovell, bazat pe seria de benzi desenate Archie Comics cu același nume. Seria a avut premiera pe 27 septembrie 1996, pe ABC, având o audiență de peste 17 milioane de telespectatori (episodul pilot). 
În serie, Melissa Joan Hart interpretează rolul Sabrinei Spellman, o adolescentă americană care, la cea de-a șaisprezecea aniversare a sa, descoperă că are puteri magice (o diferență față de narațiunea Archie Comics, unde a aflat de puterile sale magice încă de la o vârstă fragedă, așa cum a fost dezvăluit în „Sabrina - Acea drăguță vrăjitoare mică”). Ea locuiește cu mătușile sale de 500 de ani, vrăjitoarele Hilda (interpretată de Caroline Rhea) și Zelda (interpretată de Beth Broderick) și pisica lor vorbitoare magică, Salem (interpretată  de Nick Bakay), la 133 Collins Road,  în suburbiile fictive ale Bostonului din Westbridge, Massachusetts, în cele mai multe episoade. 
Primele patru sezoane au fost difuzate pe ABC din 27 septembrie 1996 până la 5 mai 2000; ultimele trei sezoane au apărut pe WB din 22 septembrie 2000 până la 24 aprilie 2003. 